# 藏布杜鹃
藏布杜鹃（学名：Rhododendron charitopes sp. tsangpoense）为杜鹃花科杜鹃花属下的一个亚种。

## 扩展阅读
- 維基物種上的相關：藏布杜鹃